# Муваталлис I
Мувата́ллис I (Муваталли I) — царь Хеттского царства, правил в XV веке до н. э. Возможно, сын или же брат Хуцции II. В правление Хуцции II Муваталлис был главой телохранителей царя. Вероятно, его женой была царица Валанни. Вероятно, Муваталлис I правил недолго и пал жертвой заговора. Он был убит «главным виночерпием» (у хеттов этот титул носил главнокомандующий) Химуили, и на трон взошёл Тудхалия II.